# Eugène Dabit
Eugène Dabit (ur. 21 września 1898 w Mers-les-Bains, zm. 21 sierpnia 1936 w Sewastopolu) – pisarz francuski. Był samoukiem. Przed rozpoczęciem kariery pisarskiej pracował m.in. jako ślusarz, brał udział w I wojnie światowej, próbował swoich sił w malarstwie. Najbardziej znany jako autor powieści "Hôtel du Nord", napisanej w 1930 roku, która w 1939 doczekała się adaptacji filmowej w reżyserii Marcela Carné. W swej twórczości opisywał, częściowo na motywach autobiograficznych, życie codzienne środowisk robotniczych przedmieść Paryża. Pośmiertnie wydano także jego dzienniki oraz prace poświęcone hiszpańskim malarzom.

## Dzieła (wybór)
- Hôtel du Nord
- Faubourfs de Paris
- L'île
- Journal intime. 1926-1936
- Petit-Louis
- Les maître de la peinture espagnole. Le Greco - Velásquez
- Le mal de vivre et autre textes
- Train de vies
- Villa Oasis ou les faux bourgeois
- La zone verte. Roman